# Belako (groupe)
Pour les articles homonymes, voir Belako.
Belako est un groupe espagnol de post-punk, originaire de Mungia, dans la province de Biscaye, au Pays basque espagnol. Les chansons sont principalement chantées en anglais, bien qu'elles comprennent également quelques chansons en basque. Le nom du groupe Belako fait référence au quartier de Munguia où ils pratiquent et d'où sont originaires Josu et Lore, qui sont frère et sœur.

## Histoire

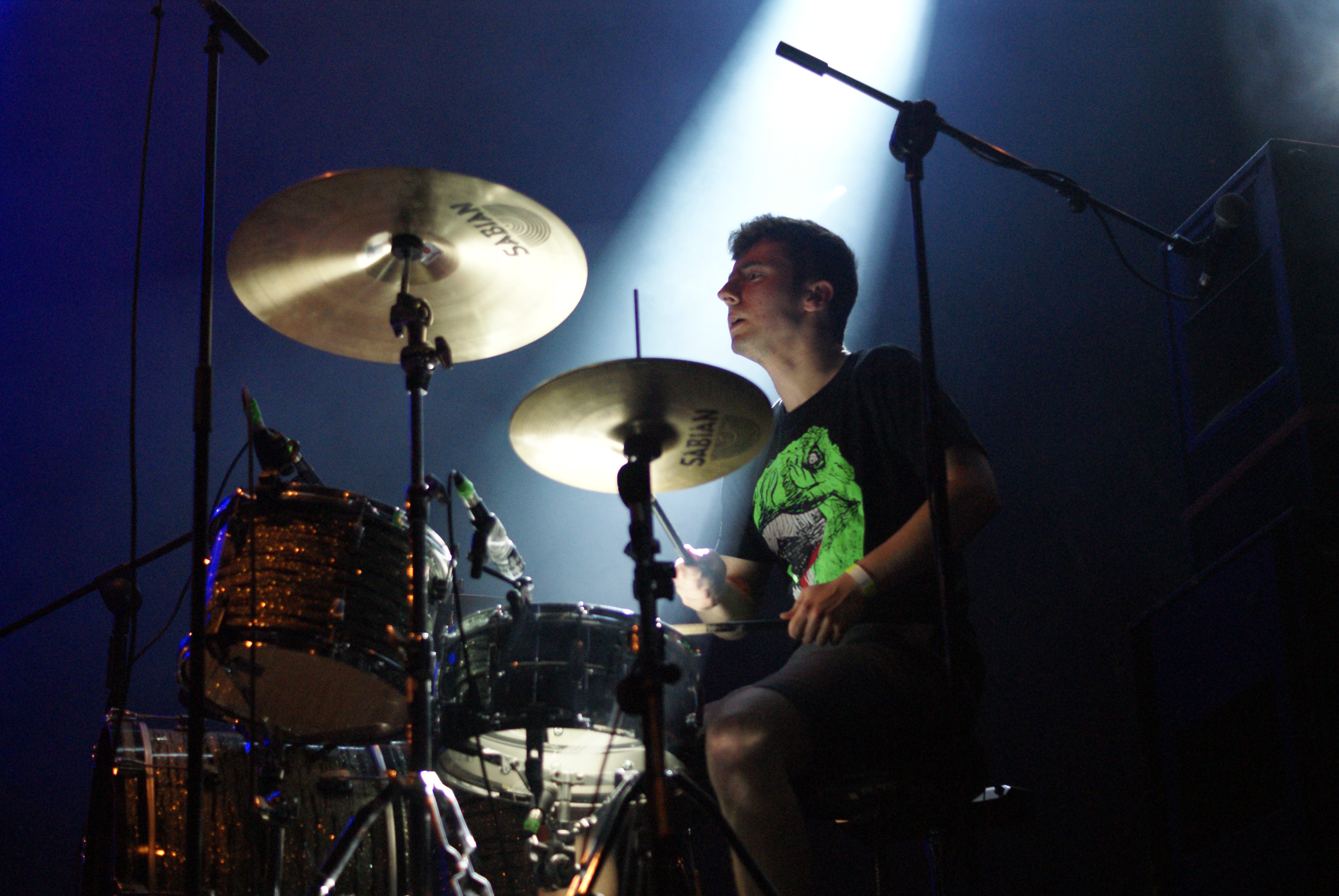
Lander Zalakain au festival Palencia Sonora en 2016.

Le groupe est formé en 2011 à Mungia, Biscaye, inspiré par la nouvelle vague des années 1980, en faisant des reprises et en jouant dans de petites salles. Bientôt, ils évoluent vers des sons plus modernes combinant le post-punk avec des touches électroniques. En 2012, ils remportent le concours de démos Euskal Irrati Telebista et obtiennent la troisième place de Radio 3. Ces résultats leur permettent de jouer au Bilbao BBK Live la même année, et plus tard, en tête de scène avec Elvis Costello au San Sebastian Jazz Festival.
Les bonnes critiques permettent au groupe de publier un premier album, Eurie, début 2013. Produit par Aitor Abio aux studios Gaua, l'album intègre des sons atmosphériques du post-punk britannique, avec des influences de groupes comme Joy Division, The Clash, Pixies, Sonic Youth et Nirvana. Le 29 août 2013, ils participent avec Crystal Fighters et Wilhelm à la Cave-Rave des Cuevas de Zugarramurdi. Grâce aux bonnes critiques, le groupe joue en live pour de nombreux festivals à travers la péninsule en 2014, notamment le SOS 4.8 , Primavera Sound, le Festival Tres sixties, le BBK Live, Festival Low, Sonorama, Ebrovisión, et DCODE.
En juin 2014, ils publient deux EP parallèles ; Bele Beltzak, baino ez et AAAA !!!!, auto-publié au label Belako Rekords. En 2015, ils présentent Zelako, une performance musicale au festival du film Zinebi, à l'initiative du projet de recherche UPV/EHU « TYF-Territorios y Fronteras. Recherche sur la réalisation de films documentaires »,.
Après trois singles (Render Me Numb, Over the Edge et Lungs), le 23 février 2018, ils sortent leur troisième album studio, Render Me Numb, Trivial Violence, composé de 14 titres, avec El Segell del Primavera et leur propre label Belako Records. En 2023, ils sortent leur album Sigo Regando.

## Membres
- Josu Ximun Billelabeitia - guitare, chant
- Lore Nekane Billelabeitia - basse, chant
- Lander Zalakain - batterie, chant
- Cris Lizarraga - claviers, chant

## Discographie

### Albums studio
- 2013 : Eurie
- 2016 : Hamen
- 2018 : Render Me Numb, Trivial Violence
- 2020 : Plastic Drama
- 2023 : Sigo Regando

### EP
- 2014 : Bele Beltzak, Baino Ez
- 2014 : AAAA!!!!

### Singles
- Haunted House (de l'album Eurie)
- Render Me Numb (de l'album Render Me Numb, Trivial Violence)